# Moby Grape
Moby Grape is een Amerikaanse rockband, opgericht in 1966. 

## Geschiedenis
De band maakte deel uit van de psychedelische muziekscene van San Francisco. Ze voegden elementen van rock-'n-roll, folkmuziek, pop, blues en country toe aan het psychedelische geluid van de jaren '60. Alle leden van de band traden op zowel als leadzanger als als songwriter. 
De band werd opgericht in september 1966 in San Francisco door gitarist Skip Spence en Matthew Katz, die daarvoor beiden bij Jefferson Airplane betrokken waren geweest. Spence was de drummer van die band bij hun eerste album, Jefferson Airplane Takes Off, en Katz de manager, maar beiden waren ontslagen. Katz moedigde Spence aan om een band te vormen die eenzelfde soort muziek maakte als Jefferson Airplane, met Katz als manager. De bandnaam, gekozen door bassist Bob Mosley en Skip Spence, kwam uit de clou van de grap "Wat is groot en paars en leeft in de oceaan?"
De originele line-up van de band bestond naast Spence en Mosley uit gitarist Jerry Miller, drummer Don Stevenson en gitarist Peter Lewis. Alle bandleden schreven liedjes en zongen lead- en achtergrondzang voor hun debuutalbum uit 1967, Moby Grape. In 2003 stond Moby Grape op nummer 121 in Rolling Stones overzicht 500 Greatest Albums of All Time. 
In 1968 werd Spence opgenomen vanwege schizofrenie en verliet hij de band. Een jaar later verliet Bob Mosley de band om dezelfde reden. In 1969 werd de band opgeheven. Sindsdien is de groep meerdere keren heropgestart en opnieuw gestopt.
In 1971 vond de eerste doorstart plaats. Het originele vijftal werd aangevuld met Gordon Stevens, maar in deze bezetting haalde de band 1972 niet. In de 20e eeuw is de band in totaal zes keer ontbonden en evenveel keren heropgestart, met wisselende bezetting. Lewis, Miller, Mosley en Stevenson zaten in de meeste line-ups, en ook Spence is meerdere keren teruggekeerd bij de band. Het succes dat de band in de jaren '60 had, meer bepaald in de Verenigde Staten, heeft zij sindsdien niet meer weten te halen. 

## Discografie

### Studioalbums
- 1967 – Moby Grape
- 1968 – Wow/Grape Jam
- 1969 – Moby Grape '69
- 1969 – Truly Fine Citizen
- 1971 – 20 Granite Creek
- 1984 – Moby Grape '84
- 1989 – Legendary Grape

### NPO Radio 2 Top 2000
Van Moby Grape stond alleen It's a beautiful day today in 2000 in de NPO Radio 2 Top 2000, op plek 1673.